# Stade d'Hargeisa
Le Stade d'Hargeisa est un stade multisports situé dans la ville d'Hargeisa, capitale du Somaliland, et est principalement utilisé pour les matchs de football et sert actuellement de domicile à l'équipe nationale de football du Somaliland. Le stade a été construit en 2015 et a une capacité de 20 000 personnes.